# Кристоф III
Кристоф III, роден като Кристоф фон Пфалц-Ноймаркт (на немски: Christoph III, Christoph von Pfalz-Neumarkt; * 26 февруари 1416, Ноймаркт; † 5 януари 1448, Хелсингбори) е крал на Швеция (на шведски: Kristofer av Bayern, от 1441), Дания (на датски: Christoffer af Bayern, от 1440) и Норвегия (на норвежки: Kristoffer av Bayern, от 1442).

## Биография
Той е син на херцог Йохан фон Пфалц-Ноймаркт (1383 – 1443) от фамилията Вителсбахи и съпругата му принцеса Катарина от Померания (1390 – 1426), сестра на неговия предшественик Ейрик III. Внук е на курфюрста и римско-немския крал Рупрехт.
Кристоф III се жени на 12 септември 1445 г. в Копенхаген за Доротея Бранденбургска (* 1430; † 25 ноември 1495), дъщеря на маркграф Йохан фон Бранденбург Алхимист.
Кристоф III умира през 1448 г. бездетен. След смъртта му вдовицата му Доротея се омъжва втори път в Копенхаген на 28 октомври 1449 г. за Кристиан I, който става новият крал по предложение на бездетния му чичо херцог Адолф VIII фон Шлезвиг.
Неговото пфалцграфство Пфалц-Ноймаркт е наследено от чичо му Ото фон Пфалц-Мозбах и така се образува пфалцграфството Пфалц-Мозбах-Ноймаркт.